# 溝口重雄
溝口 重雄（みぞぐち しげかつ）は、江戸時代前期から中期にかけての大名。越後国新発田藩4代藩主。

## 生涯
3代藩主・溝口宣直の長男として誕生した。幼名は久三郎。初め宣廣（のぶひろ）と称し、のち重雄と改める。
寛永17年（1640年）徳川家光に初御目見する。慶安4年（1651年）に従五位下・信濃守に叙任する。寛文12年（1672年）、父の致仕により家督を継ぐ。天和元年（1681年）以後数度にわたり、松平光長改易後の高田城三の丸の守衛を務める。また元禄12年（1699年）には江戸麻布新堀の普請を務めた功によって、幕府より褒美を賜った。
宝永3年（1706年）7月19日に致仕して家督を長男の重元に譲り、悠山と号す。同5年（1708年）9月4日に76歳で死去した。法号は勝林宗慧悠山院（悠山院殿前信州大守勝林宗慧大居士とも）。墓所は江戸駒込の吉祥寺。子は4男7女。
重雄の治世は、前代に大火と震災で焼失・破損した新発田城の再建をはじめ、法制の整備や総検地の実施など積極的な政策がとられ、新発田藩政の確立期であると評される。重雄自身は文芸・芸能にも心を寄せた人物で、致仕に際しては刀剣のほかに冷泉為尹筆の『古今和歌集』や冷泉持為筆の『後撰和歌集』を将軍家に献上している。溝口悠山の名で茶人としても知られ、怡渓宗悦の教えを受けて同人の流派を藩内に伝え、越後怡渓派の基礎を築いた。また父・宣直が造営した清水谷御殿に、江戸より幕府庭方の県宗知を招いて庭園を築いた。これが現在の清水園（国指定名勝・旧新発田藩下屋敷（清水谷御殿）庭園）である。

## 系譜
- 父：溝口宣直
- 母：森川重俊の娘
- 正室：松平信綱の養女 - 大河内松平正綱の娘
- 継室：酒井忠勝の娘
  - 次女：よめ - 備中庭瀬藩主・戸川安宣継室
  - 三女：加井 - 豊後臼杵藩主・稲葉知通正室
  - 四女：きい - 出羽松山藩主・酒井忠予正室
  - 五女：せい - 伊予今治藩主・久松松平定陳正室
- 側室：よつ、智光院 - 三木氏（三枝氏とも）の娘
  - 長男：溝口重元
- 側室：昌蓮院 - 島（嶋）氏の娘?
  - 次男：市橋直方 - 大助、初め家老堀図書の養子となって堀主計と改め、のちに近江仁正寺藩主・市橋信直の養子となって名を市橋兵部直方と改めた
  - 四男：逸見元長 - 幼名・金弥、分家独立して旗本となる
- 生母不明の子女
  - 三男：外記 - 早世
  - 長女：早世
  - 六女：峯 - 対馬府中藩主・宗義倫正室
  - 七女：早世